# Clientis Sparkasse Sense
Die Sparkasse Sense ist eine im Sensebezirk verankerte, 1863 gegründete Schweizer Regionalbank. Neben ihrem Sitz in Tafers verfügt die Bank in Schmitten über eine weitere Filiale.
Ihr Tätigkeitsgebiet liegt traditionell in den Bereichen Hypothekarfinanzierungen, Zahlen, Anlegen und Vorsorge, Private Banking sowie Bankgeschäfte mit kleinen und mittleren Unternehmen.
Die Clientis Sparkasse Sense ist als selbständige Regionalbank der Entris Holding AG angeschlossen. Innerhalb der Entris Holding AG gehört sie zur Teilgruppierung der Clientis Banken.